# Obsjtina Botevgrad
Obsjtina Botevgrad (bulgariska: Община Ботевград) är en kommun i Bulgarien.   Den ligger i regionen Sofijska oblast, i den västra delen av landet, 40 km nordost om huvudstaden Sofia.
Obsjtina Botevgrad delas in i:
- Vratjesj
- Gurkovo
- Litakovo
- Novatjene
- Skravena
- Trudovets

Följande samhällen finns i Obsjtina Botevgrad:
- Botevgrad